# Salomon Alexander Hart

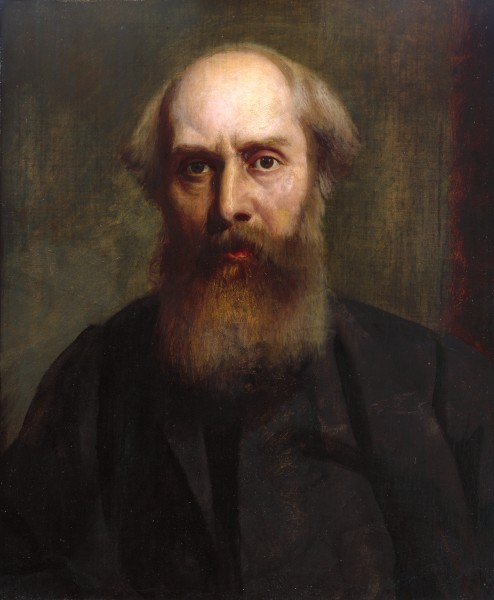
Salomon Alexander Hart: Selbstporträt, um 1860, Öl auf Leinwand, 61 × 55 cm, Royal Academy of Arts, London

Salomon Alexander Hart, auch Solomon, (* April 1806 in Plymouth; † 11. Juni 1881 in Strand, London) war ein englischer Maler.

## Leben
Nach Beendigung seiner Schulzeit absolvierte Hart in seiner Heimatstadt eine Lehre bei einem Graveur. Gefördert durch seinen Lehrherrn konnte Hart später an der Royal Academy of Arts studieren und war dort der erste Jude. Dort lernte er mehrere Techniken kennen und versuchte sich darin. Seine frühen Werke reichen von der Genre- bis zur Historienmalerei; von der Kohleskizze bis zu Kupferstichen.
Mit zwanzig Jahren konnte Hart 1826 anlässlich einer Ausstellung der Royal Academy mit einem Porträt seines Vaters (einer Miniatur) debütieren. 1840 wurde Hart von der Royal Academy als Mitglied aufgenommen und 1854 dort zum Prof. für Malerei berufen.
1841 unternahm Hart eine Studienreise nach Italien, wo er sich längere Zeit in Florenz aufhielt. Thematisierte er in seinen frühen Bildern noch jüdisches Leben in all seinen Facetten, so änderte sich dies auf dieser Reise durch Italien: Kirchen und Klöster mit ihren Schätzen waren nun überwiegender Bestandteil seines Schaffens. Besonders hatten es Hart die Kirchen in Florenz angetan; u. a. das Kloster Ognissanti mit seinen Bildern von Domenico Ghirlandaio.
Unter den Auftragsarbeiten, welche keinen geringen Anteil am gesamten Werk Harts haben, sind vor allem seine regelmäßigen Beiträge für die Zeitschriften Athenäum und Jewish Chronicle zu nennen.
Im Alter von 75 Jahren starb der Maler Salomon Alexander Hart am 11. Juni 1881.

## Werke
- Die Unterweisung
- Die Aufrichtung der Gesetzestafeln
- Die polnische Synagoge
- Isaak von York im Schloss Front-de-Boeuf
- Die Kommunion katholischer Edelleute im 16. Jahrhundert
- Wolsey und Buckingham
- Richard und Saladin
- Thomas Morus empfangt den Segen seines Vaters
- Heinrich I. erfährt den Schiffbruch seines Sohnes
- Die Mutter Samuels und der Hohepriester Eli
- Das Kloster Ognissanti in Florenz
- Das Opfer an die Madonna
- Milton besucht Galilei im Gefängnis
- Die drei Erfinder der Buchdruckerkunst
- Christoph Kolumbus als Kind